# Llac Sarigamix
El llac Sarigamix (turkmen: Sarygamyş köli; uzbek: Sariqamish ko‘li; rus: Сарыкамы́шское озеро) és un llac situat a l'Àsia central. Geogràficament es troba aproximadament al punt mig entre la mar Càspia i el mar d'Aral. L'extrem nord-oest pertany a l'Uzbekistan, mentre que la resta pertany al Turkmenistan.
Fins al segle XVII el llac fou alimentat pel riu Uzboy, un riu distributari del riu Amu Darya, que desembocava a la mar Càspia. Actualment la principal font d'aigua és un canal de l'Amu Darya, així com l'aigua d'escorrentia de les terres irrigades circumdants, fet que ha originat un problema ambiental, ja que aquestes terres contenen elevats nivells de pesticides, herbicides i metalls pesants.
El llac ocupa una àrea de 3,955 km² i té un volum d'aigua de 68.56 km³.

## Localització
El llac, situat entre la mar Càspia i el mar d'Aral, es troba al desert de Garagum, que s'estén des de l'altiplà d'Ust-Urt (nord del llac) fins a les muntanyes Kopet-Dag (extrem superior dret del llac) al sud del Turkmenistan; a l'est es troba acotat pel riu Amu Darya i a l'oest per la mar Càspia. El desert es caracteritza per presentar terrenys plans amb grans zones dunars i crestes de sorra. Malgrat que el llac apareix molts cops ple d'aigua, en molts mapes l'il·lustren com una conca seca o semi-seca, ja que fins abans dels anys 60, quan va ser reomplert d'aigua per part d'enginyers soviètics, el llac era una conca totalment seca. La major part del llac pertany al Turkmenistan tot i que l'extrem nord-oest del llac pertany a l'Uzbekistan.

## Etimologia
El nom del llac prové del túrquic sari (groc) i qamix (depressió), com a referència al color groc dels materials i les sals del sòl de la conca seca abans que fos inundat pels soviètics. Actualment les autoritats del Turkmenistan han volgut turkmenitzar el nom al·legant que aquest és d'origen turcman: sarikamix.
La zona del llac que pertany al Turkmenistan es troba protegida per la reserva natural de Kaplankir.

## Història
Al llarg de la seva història, el llac ha desaparegut i ressorgit diverses vegades, ja que aquest és molt dependent de l'arribada d'aigües, sobretot de l'Amu Darya. Els períodes de dessecació del llac s'han associat a la confluència del riu Amu Darya amb el mar d'Aral, El llac ja existia a finals del Neògen. A l'antropocè superior, la seva àrea quedà coberta per sediments, inclosa la conca moderna d'Assake-Audan. L'última vegada que les aigües de l'Amu Darya entraren directament a la conca fou durant la inundació de 1878.
Des de començaments de la dècada dels 60, el llac ha estat omplert amb aigües de drenatge de col·lectors, així com aigües de terres agrícoles del marge esquerre de l'Amu Darya.

### Relació amb l'assecament del mar d'Aral
El llac Sarigamix així com molts altres llacs no intencionats, com ara l'Aydar, creats pels planificadors soviètics, neguen al mar d'Aral uns 150 km³ de flux d'aigua anual, contribuint directament, o causant directament l'assecament del mar d'Aral. Com a conseqüència de la redistribució dels fluxos d'aigua, també s'han vist reduïdes les dimensions de la mar Càspia durant els últims temps.

## Galeria

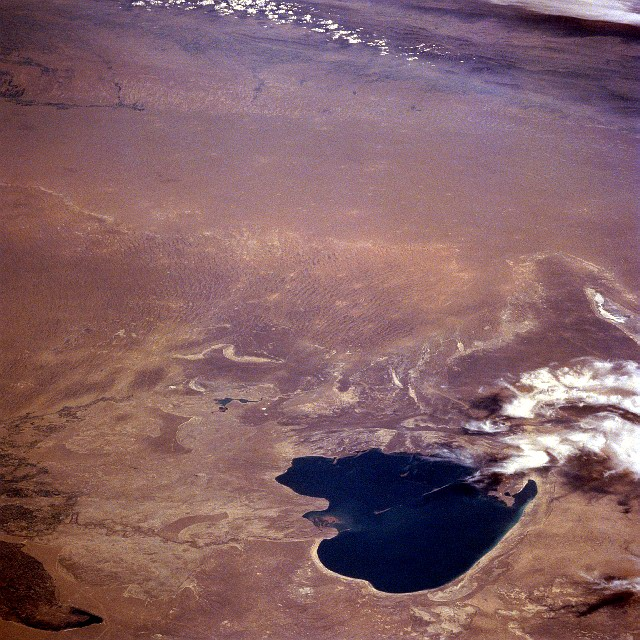
Imatge de satèlit
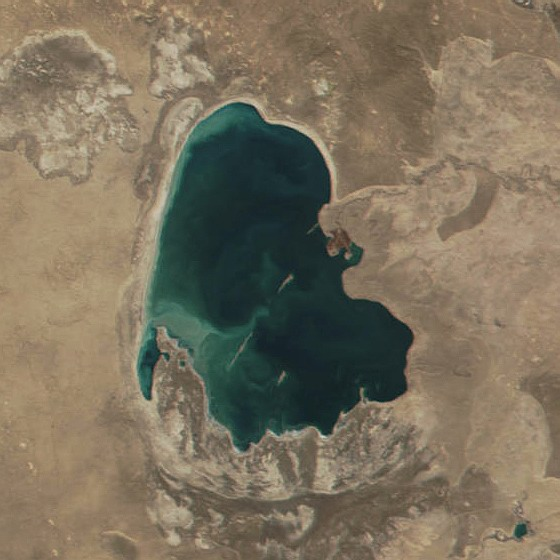
Imatge de satèlit
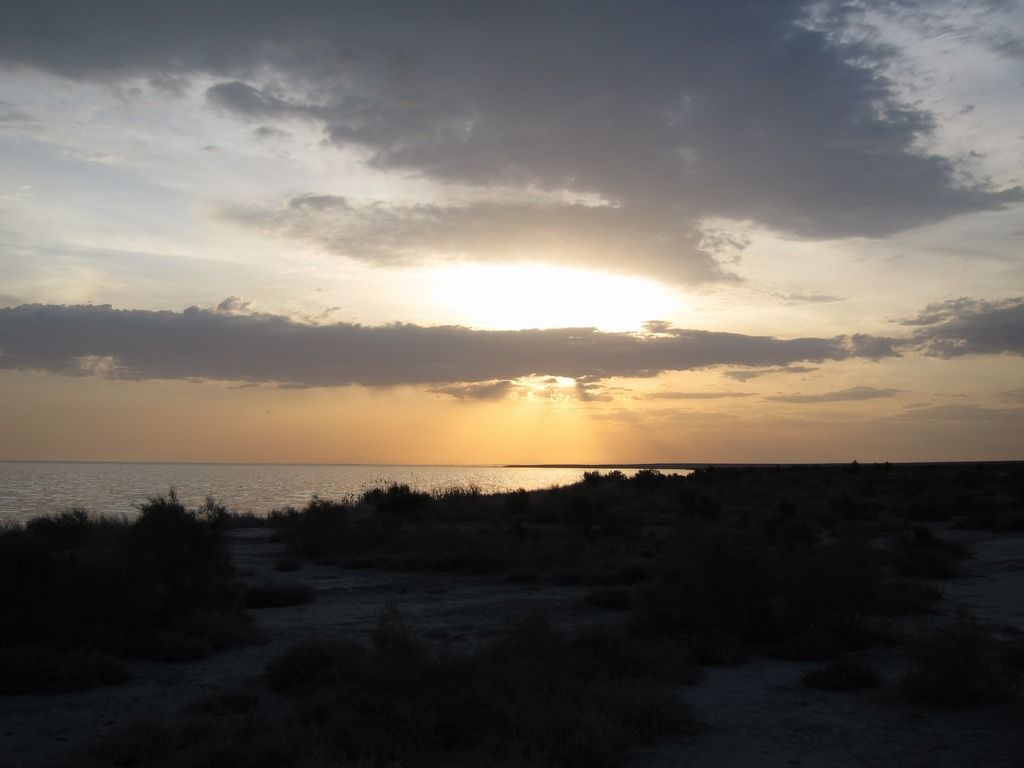
Llac Sarigamix
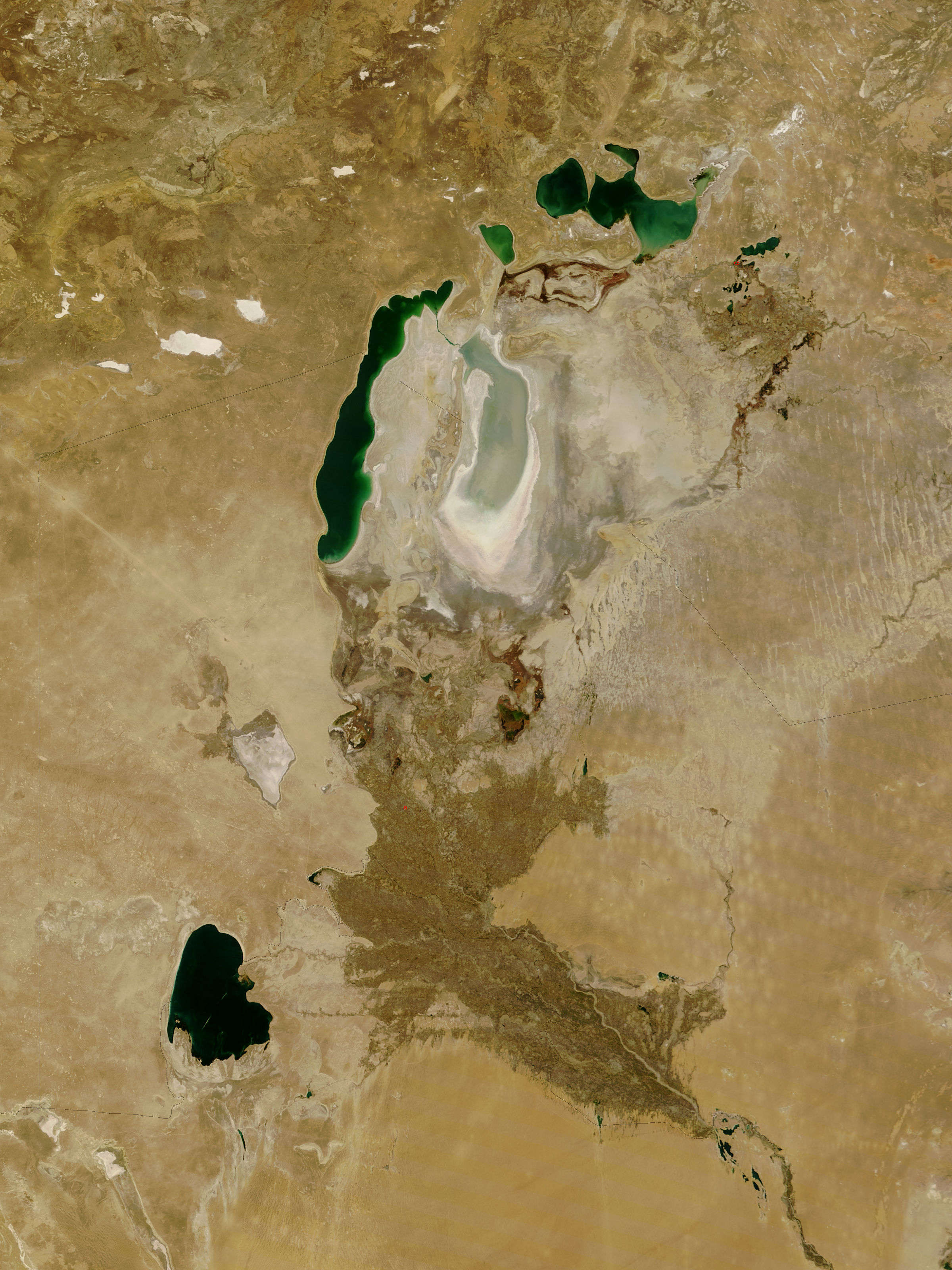
Llac Sarigamix (a baix a l'esquerra)